# 卡尔·施皮特勒滨河路
卡尔·施皮特勒滨河路（Carl-Spitteler-Quai）位于瑞士卢塞恩，在卢塞恩湖右岸，是国家滨河路向东的延伸，介于Hotel Palace 与 Hausermatte之间。

## 历史
第一次世界大战期间，该市计划扩建滨河路。但出于成本的原因未能进行。1920年，市议会仍然反对延伸滨河路。1923年，这条尚未命名的滨河路开工建设。1931年，该路以瑞士诺贝尔奖获得者卡尔·施皮特勒命名。
在它的东端是卡尔顿 - 蒂沃利网球俱乐部，儿童游乐场和一个公园。